# Glisserade skvimpor
Glisserade skvimpor (engelska: oolated squiggs) är en sorts fiktiv konserverad fisk. Ursprungligen syntes namnet på en konservburk i en Kalle Anka-serie från 1946 av Carl Barks. Senare har den varit tema i minst en serie av Don Rosa. 

## Beskrivning och historik
Glisserade skvimpor härrör ursprungligen från en bild på en konservburk. Den tecknade bilden publicerades i serien "Kalkonmiddagen" (engelska: "Turkey Trouble") från 1946 – författad och tecknad av Carl Barks. På konservburken, som stod i Kalle Ankas skafferi, fanns en fisk och texten "Oolated Squiggs".
Don Rosa införde denna matingrediens i den tiosidiga historien "Den stora skvimp-tävlingen" (i original "Oolated Luck", 1988). Björnligemedlemmen 167-761 tycks fatta ett starkt tycke för denna konserverade fisk som kan liknas vid den svenska surströmmingen. Glisserade skvimpor används framför allt av Don Rosa, men även av andra tecknare.
Serien "Den stora skvimp-tävlingen" publicerades första gången på svenska i Kalle Anka & C:o 3/1990. Den har därefter återtryckts vid minst fem tillfällen, bland annat 2004 och 2014 under titeln "Den stora skvimptävlingen".

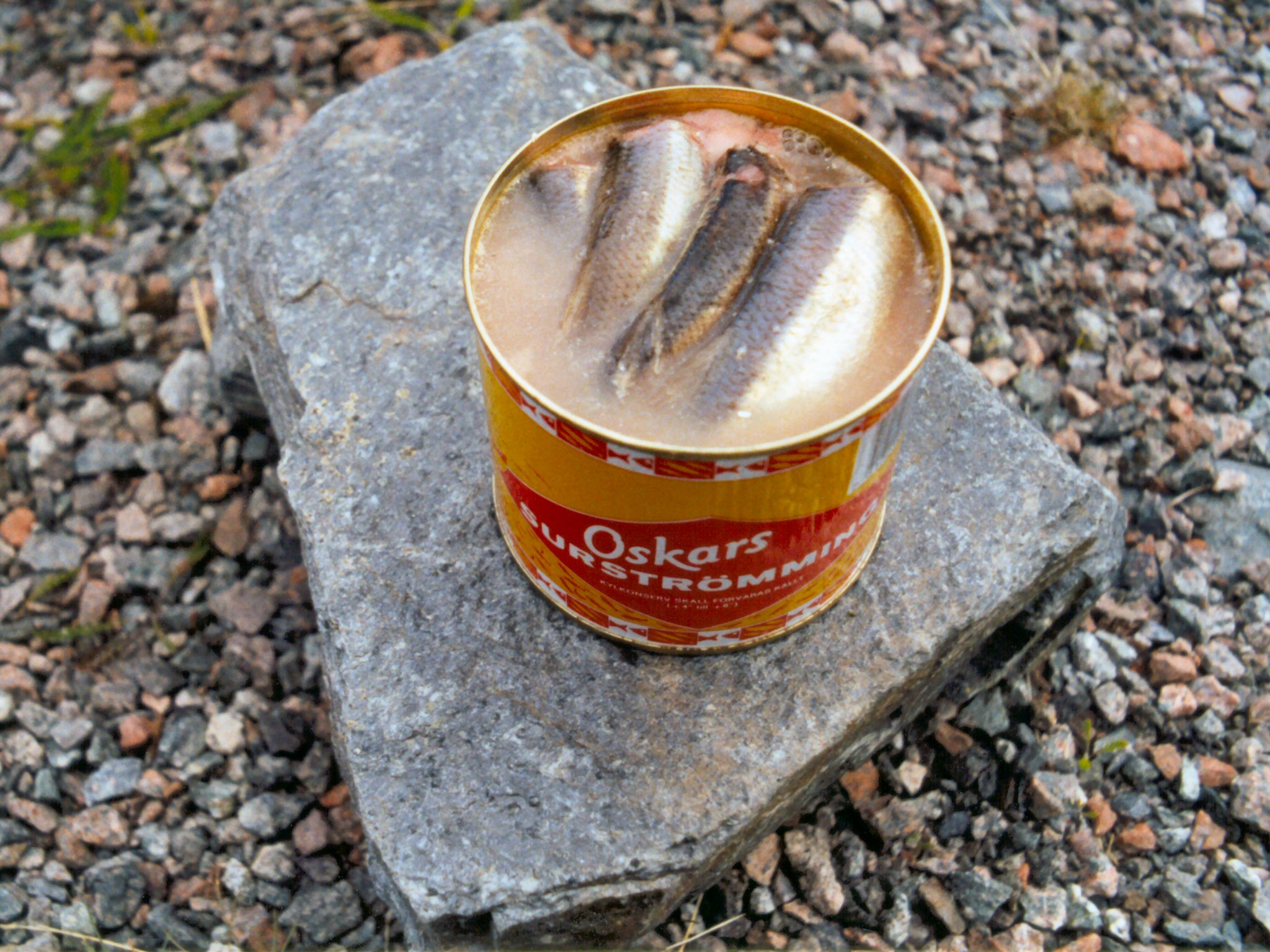
Glisserade skvimpor är konserverad fisk, och den har vissa likheter med surströmming (bilden).

## Skvimpor i andra medier
Den finländska musikgruppen Russian Vitamins gav 2001 ut minialbumet Against Avantgarde. Spår nummer 4 på CD-skivan heter "Oolated Squiggs".